# هلی بری
هلی ماریا بری (انگلیسی: Halle Maria Berry؛ زادهٔ ۱۴ اوت ۱۹۶۶) بازیگر آمریکایی است. او کارش را به‌عنوان مدل آغاز کرد و در چندین مسابقه زیبایی شرکت کرد؛ او نایب قهرمان مسابقهٔ ملکه زیبایی ایالات متحده آمریکا شد و رتبه ششم مسابقات دوشیزهٔ دنیا ۱۹۸۶ را گرفت. نقش موفقیت‌آمیز او در فیلم کمدی رمانتیک بومرنگ (۱۹۹۲) بود که منجر به گرفتن نقش‌هایی در فیلم‌های عصر حجری‌ها (۱۹۹۴) و بول‌ورث (۱۹۹۸) شد. او برای بازی در فیلم تلویزیونی معرفی دوروتی دندریج (۱۹۹۹) برندهٔ جوایز امی ساعات پربیننده و گلدن گلوب شد.
بری در دههٔ ۲۰۰۰ جایگاه خود را به عنوان یکی از پردرآمدترین بازیگران زن هالیوود تثبیت کرد. او برای بازی در نقش یک بیوهٔ مشکل‌دار در درام عاشقانهٔ مهمانی هیولا (۲۰۰۱)، تنها زن آفریقایی-آمریکایی و نخستین زن رنگین‌پوستی شد که جایزه اسکار بهترین بازیگر زن را دریافت کرد. بری نقش‌های پرمخاطبی مانند استورم در چهار قسمت از مجموعه فیلم‌های مردان ایکس (۲۰۰۰–۲۰۱۴)، معشوقهٔ یک دزد در فیلم هیجان‌انگیز اره‌ماهی (۲۰۰۱)، باند گرلی به‌نام جینکس در روزی دیگر بمیر (۲۰۰۲) و نقش اصلی زن گربه‌ای (۲۰۰۴) را بازی کرد.
بری واکنش هنری و تجاری متفاوتی در سال‌های بعد داشت. کاملاً غریبه (۲۰۰۷)، اطلس ابر (۲۰۱۲) و تماس (۲۰۱۳) از جمله فیلم‌های برجسته او در آن زمان بودند. بری در سال ۲۰۱۴ یک کمپانی تهیهٔ فیلم به نام 606 Films راه‌اندازی کرد و در ساخت تعدادی از پروژه‌هایی که در آن‌ها بازی می‌کرد، شرکت داشت، از جمله سریال علمی تخیلی دارای هستی (۲۰۱۴–۲۰۱۵). او در فیلم‌های اکشن کینگزمن: محفل طلایی (۲۰۱۷) و جان ویک: بخش ۳ – پارابلوم (۲۰۱۹) ظاهر شد و کارگردانی را با درام کبود (۲۰۲۰) محصول نتفلیکس تجربه کرد.
بری از سال ۱۹۹۶ یکی از سخنگوها و مدل‌های رولون بوده است. او پیش‌تر با بازیکن بیسبال دیوید جاستیس، خواننده-ترانه‌سرا اریک بنت و بازیگر الیویه مارتینز ازدواج کرده بود. او دو فرزند دارد، یکی از مارتینز و دیگری از مدل گابریل اوبری.

## گزیده فیلم‌شناسی
فهرست برخی از فیلم‌ها و مجموعه‌های تلویزیونی که هلی بری در آن‌ها به ایفای نقش پرداخته‌است:
- تب جنگل (۱۹۹۱)
- تجارت بی‌چون‌وچرا (۱۹۹۱)
- آخرین پسر پیشاهنگ (۱۹۹۱)
- بومرنگ (۱۹۹۲)
- سی‌بی۴ (۱۹۹۳)
- پدری (۱۹۹۳)

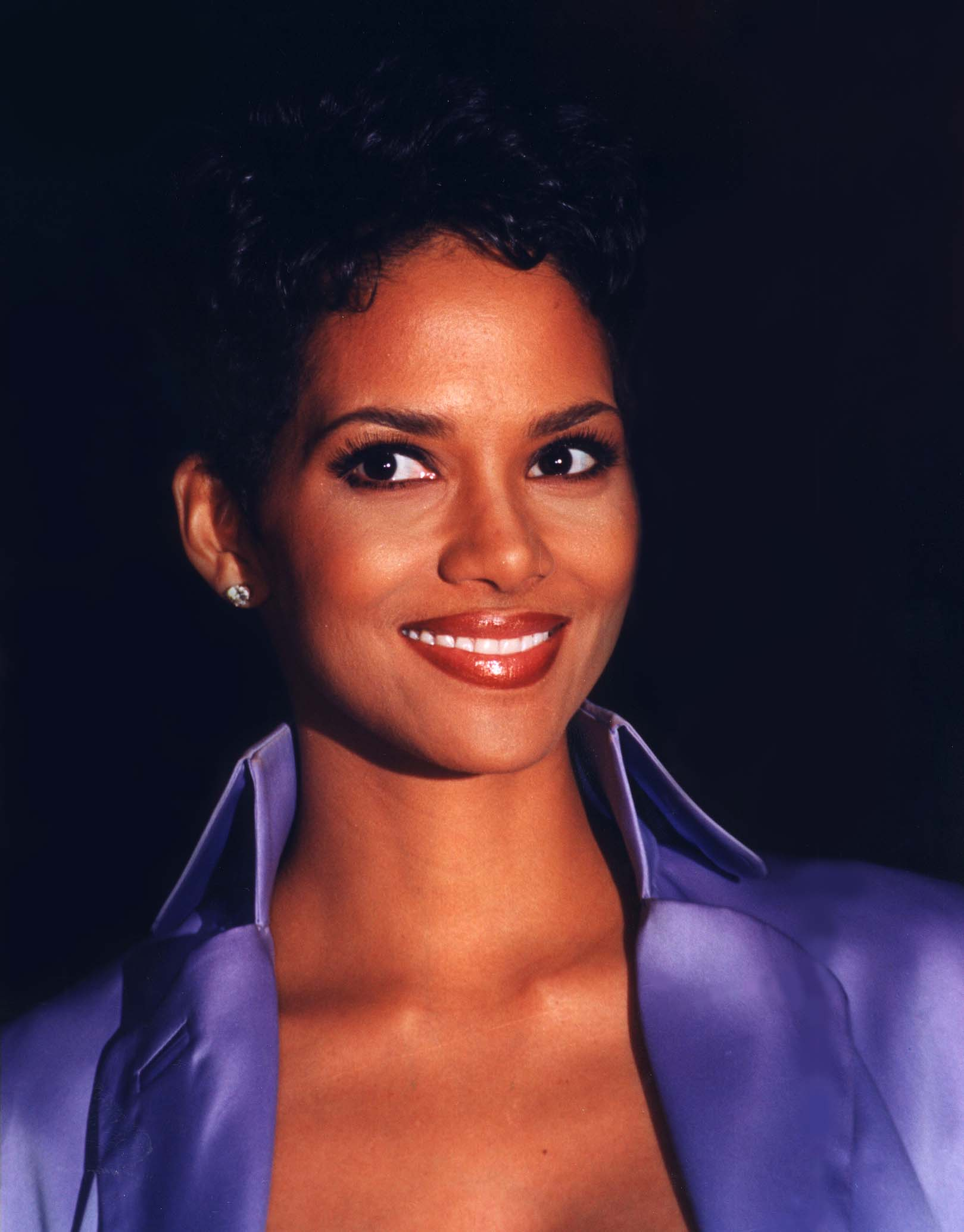
بری در سال ۱۹۹۷

- ملکه الکس هیلی (۱۹۹۳) (مجموعه تلویزیونی)
- طرح (۱۹۹۳)
- عصر حجری‌ها (۱۹۹۴)
- سلیمان و سبا (۱۹۹۵)
- گم شدن اشعیا (۱۹۹۵)
- تصمیم اداری (۱۹۹۶)
- دختر ۶ (۱۹۹۶)
- با خورشید مسابقه دهید (۱۹۹۶)
- همسر مرد ثروتمند (۱۹۹۶)
- بی.ای.پی.اس (۱۹۹۷)
- بول‌ورث (۱۹۹۸)
- چرا احمق‌ها عاشق می‌شوند (۱۹۹۸)
- به هالیوود خوش آمدید (۱۹۹۸)
- فریژر (۱۹۹۸) (مجموعه تلویزیونی)
- معرفی دوروتی دندریج (۱۹۹۹)
- مردان ایکس (۲۰۰۰)
- اره‌ماهی (۲۰۰۱)
- مهمانی هیولا (۲۰۰۱)
- روزی دیگر بمیر (۲۰۰۲)
- ایکس ۲ (۲۰۰۳)
- گوتیکا (۲۰۰۳)
- زن گربه‌ای (۲۰۰۴)
- چشمانشان نظاره‌گر خدا بود(۲۰۰۵)
- ربات‌ها (۲۰۰۵)
- مردان ایکس: آخرین ایستادگی (۲۰۰۶)
- کاملاً غریبه (۲۰۰۷)
- چیزهایی که در آتش از دست دادیم (۲۰۰۷)
- فرانکی و آلیس (۲۰۱۰)
- شب سال نو (۲۰۱۱)
- سیمپسون‌ها (۲۰۱۲) (مجموعه تلویزیونی)
- جزر و مد تاریک (۲۰۱۲)
- اطلس ابر (۲۰۱۲)
- فیلم ۴۳ (۲۰۱۳)
- تماس (۲۰۱۳)
- مردان ایکس: روزهای گذشته آینده (۲۰۱۴)
- دارای هستی (۲۰۱۴) (مجموعه تلویزیونی)
- کوین هارت: حالا چی؟ (۲۰۱۶)
- آدم‌ربایی (۲۰۱۷)
- پادشاهان (۲۰۱۷)
- کینگزمن: محفل طلایی (۲۰۱۷)
- جان ویک: بخش ۳ – پارابلوم (۲۰۱۹)
- کبود (۲۰۲۰)
- سقوط ماه (۲۰۲۲)
- اتحاد (۲۰۲۴)
- جنایت ۱۰۱ (۲۰۲۶)

## جوایز و افتخارات

### جوایز اسکار
| سال  | اثر          | جایزه                        | نتیجه |
| ---- | ------------ | ---------------------------- | ----- |
| ۲۰۰۲ | مهمانی هیولا | جایزه اسکار بهترین بازیگر زن | برنده |

### جوایز فیلم بفتا
| سال  | اثر          | جایزه                                | نتیجه    |
| ---- | ------------ | ------------------------------------ | -------- |
| ۲۰۰۳ | مهمانی هیولا | جایزه بفتای بهترین بازیگر نقش اول زن | نامزدشده |

### جوایز امی ساعات پربیننده
| سال  | اثر                      | جایزه                                                        | نتیجه    |
| ---- | ------------------------ | ------------------------------------------------------------ | -------- |
| ۲۰۰۰ | معرفی دروتی دندریج       | بهترین فیلم تلویزیونی                                        | نامزدشده |
| ۲۰۰۰ | معرفی دروتی دندریج       | بهترین بازیگر زن در مجموعه تلویزیونی کوتاه یا فیلم تلویزیونی | برنده    |
| ۲۰۰۵ | چشمانشان نظاره‌گر خدا بود | بهترین بازیگر زن در مجموعه تلویزیونی کوتاه یا فیلم تلویزیونی | نامزدشده |

### جوایز گلدن گلوب
| سال  | اثر                      | جایزه                                                       | نتیجه    |
| ---- | ------------------------ | ----------------------------------------------------------- | -------- |
| ۲۰۰۰ | معرفی دروتی دندریج       | بهترین بازیگر زن – مجموعه تلویزیونی کوتاه یا فیلم تلویزیونی | برنده    |
| ۲۰۰۲ | مهمانی هیولا             | بهترین بازیگر زن – فیلم درام                                | نامزدشده |
| ۲۰۰۶ | چشمانشان نظاره‌گر خدا بود | بهترین بازیگر زن – مجموعه تلویزیونی کوتاه یا فیلم تلویزیونی | نامزدشده |
| ۲۰۱۱ | فرانکی و آلیس            | بهترین بازیگر زن – فیلم درام                                | نامزدشده |

### جوایز انجمن بازیگران فیلم
| سال  | اثر                | جایزه                                                   | نتیجه |
| ---- | ------------------ | ------------------------------------------------------- | ----- |
| ۲۰۰۰ | معرفی دروتی دندریج | بهترین بازیگر نقش زن برای سریال کوتاه یا فیلم تلویزیونی | برنده |
| ۲۰۰۲ | مهمانی هیولا       | بهترین بازیگر نقش اول زن                                | برنده |